# Союз-6 (ракета-носитель)
Не следует путать с пилотируемым космическим полётом корабля серии «Союз» (Союз-6)
«Союз-6» — перспективная российская ракета-носитель среднего класса на основе среднего носителя «Союз-5». Является основой для второй ступени российской сверхтяжёлой ракеты. Также в будущем «Союз-6» может заменить близкие по грузоподъёмности ракеты-носители семейства «Союз-2».

## История создания

### Этап эскизного проектирования
- 1 февраля 2019 года источник в ракетно-космической отрасли сообщил СМИ, что РКЦ «Прогресс» ведёт эскизное проектирование новой ракеты-носителя «Союз-7» с условным названием «Волга» и двигателем РД-180, которая станет частью сверхтяжёлой ракеты. Эскизный проект по носителю «Союз-7»/«Волга» будет подготовлен в рамках эскизного проектирования сверхтяжёлого носителя «Енисей» к концу 2019 года[5].
- 2 февраля 2019 года источник в ракетно-космической отрасли сообщил СМИ, что Роскосмос окончательно определил наиболее предпочтительный облик сверхтяжёлой ракеты, — на нём будет использоваться двигатель РД-180 в центральном блоке; другие проекты сверхтяжа больше не рассматриваются[6].
- 25 марта 2019 года глава Роскосмоса Дмитрий Рогозин сообщил СМИ, что предпочтительным вариантом сверхтяжёлой ракеты является вариант, где центральный блок построен на двигателе РД-180[7].
- 26 июля 2019 года глава Роскосмоса Дмитрий Рогозин сообщил СМИ, что ракеты-носители «Союз-2.1а» и «Союз-2.1б» могут оснастить двигателями РД-180, которые Россия сейчас поставляет в США, но не использует в отечественных ракетах[8].
- 6 сентября 2019 года Владимир Путин на совещании, проведенном на космодроме Восточный, поддержал предложение Роскосмоса о создании новой линейки российских ракет[9].
- 6 сентября 2019 года глава Роскосмоса Дмитрий Рогозин сообщил СМИ, что Роскосмос планирует создать еще одну ракету-носитель среднего класса на базе разрабатываемого «Союза-5» и двигателя РД-180 — «Союз-6»[10]. Кроме того, в «Союзе-6» предполагается использование кислородно-водородной ступени на основе двигателя РД-0146 или РД-0150[11].
- 9 сентября 2019 года глава Роскосмоса Дмитрий Рогозин сообщил СМИ, что «Союз-6» может получить название «Амур»[12][13].
- 25 сентября 2019 года глава Роскосмоса Дмитрий Рогозин сообщил СМИ, что «Гагаринский старт» могут переделать под пуски «Союза-6» (если с него не будет принято решение пускать «Союз-2.1а» и «Союз-2.1б»). Но в любом случае, «Союз-6» будет испытываться на «Назарбаевском старте»[14].
- 17 ноября 2019 года официальный представитель РКЦ «Прогресс» сообщил СМИ, что проект создания «Союза-6» находится на начальном этапе обсуждения, поэтому работа над эскизным проектом ещё не начиналась[15].
- 9 декабря 2019 года генеральный директор НПО «Энергомаш» Игорь Арбузов сообщил СМИ, что «Союз-6» получит не оригинальный двигатель РД-180, а его модернизированный вариант РД-180МВ, который будет отличаться новой системой управления, а также целым рядом конструктивных элементов, направленных на повышение его надёжности и снижение стоимости[16].
- 16 января 2020 года гендиректор РКЦ «Прогресс» Дмитрий Баранов сообщил СМИ, что предприятие ждёт технического задания на «Союз-6» от Роскосмоса и готово в этом году начать работу над эскизным проектом[17].
- 25 февраля 2020 года гендиректор ЦЭНКИ Андрей Охлопков сообщил СМИ, что для «Союза-5» и «Союза-6» будет построен отдельный стартовый стол для пусков, поскольку запуски этих носителей со стола для сверхтяжелой ракеты были бы очень рискованными и намного дешевле и безопаснее создать рядом отдельную стартовую площадку[18].
- 24 августа 2020 года пресс-служба РКЦ «Прогресс» сообщила СМИ, что Центр совместно с РКК «Энергия» определяет облик ракеты-носителя «Союз-6», а также предприятие привлекается к разработке материалов научно-технического отчета по РН «Союз-6». По итогам рассмотрения в Роскосмосе данного научно-технического отчета будет запланировано эскизное проектирование[19].
- 24 декабря 2020 года Роскосмосом на сайте госзакупок были опубликованы документы, согласно которым госкорпорация планирует выделить 166,2 млн рублей на разработку эскизного проекта «Союза-6». Разработку проекта планируется выполнить с января по ноябрь 2021 года[20].
- 10 апреля 2021 года гендиректор РКЦ «Прогресс» Дмитрий Баранов сообщил СМИ, что решение о создании «Союза-6» пока не принято, само предприятие считает ее излишней, поскольку уже разрабатывается «Амур»; сейчас по «Союзу-6» готовится научно-технический отчет[21].
- 5 мая 2021 года на сайте госзакупок Роскосмос опубликовал документы, согласно которым разработка эскизного проекта перенесена на период с январь по ноябрь 2022 года[22]
- 14 мая 2021 года генеральный директор РКЦ «Прогресс» Дмитрий Баранов сообщил СМИ, что предприятие занимается подготовкой научно-технического отчета для Роскосмоса, в котором рассмотрит вопрос о необходимости создания ракеты-носителя «Союз-6». По результату отчета госкорпорация примет решение о необходимости переходить к этапу эскизного проектирования[23].
- Июль 2021 года — РКЦ «Прогресс» направил отчет по ракете-носителю «Союз-6» в РКК «Энергия»; решение о необходимости создания этого носителя будет приниматься Роскосмосом[24].

### Ожидаемые события
- В 2020 году начнутся активные работы по адаптации РД-180 к «Союзу-6»[25].
- 2024 год — ориентировочный срок адаптации двигателя РД-180 под «Союз-6».
- 2025-й год — начало лётных испытаний «Союза-6» с космического ракетного комплекса «Байтерек»[26][27][28].
- 2025—2026 год — создание стартового стола для «Союза-5» и «Союза-6» на космодроме Восточный[29][30][31].

## Конструкция и сравнение с аналогами
|                                  |                                  | Союз-7                          | Союз-2.1б        | Союз-6      |
| -------------------------------- | -------------------------------- | ------------------------------- | ---------------- | ----------- |
| Год первого пуска                | Год первого пуска                | 2022 (план)                     | 2006             | 2025 (план) |
| Высота (макс), м                 | Высота (макс), м                 |                                 | 46,0             |             |
| Количество ступеней              | Количество ступеней              | 2                               | 3                | 2           |
| Разгонный блок                   | Разгонный блок                   | Фрегат                          | Фрегат           | Фрегат      |
| Тяга (на уровне земли), тс       | Тяга (на уровне земли), тс       |                                 | 423              |             |
| Стартовая масса, т               | Стартовая масса, т               | 360                             | 313              |             |
| Полезная нагрузка на НОО, т      | Восточный                        | 12,5                            | 8,25             |             |
| Полезная нагрузка на НОО, т      | Байконур                         | —                               | 8,7              | 9,3         |
| Полезная нагрузка на ГПО, т      | Восточный                        | 2,6                             | 2,0              |             |
| Полезная нагрузка на ГПО, т      | Байконур                         | —                               | 1,8              | 2,3         |
| Диаметр головного обтекателя, м  | Диаметр головного обтекателя, м  | 5,2—7,0                         | 3,7—4,1          |             |
| Подготовка к пуску               | Подготовка к пуску               | менее суток; автоматизированная | 2—5 дней; ручная |             |
| Количество деталей в изделии     | Количество деталей в изделии     | менее 2000                      | ~4500            |             |
| Трудоёмкость, тыс человеко-часов | Трудоёмкость, тыс человеко-часов | 174                             | 220              |             |
| Стоимость изделия, млн рублей    | Стоимость изделия, млн рублей    | 900                             | 1280             |             |
| Стоимость пуска, млн долларов    | Стоимость пуска, млн долларов    | ~40,5                           | ~45,0            |             |